# Rodrigo Souto
Rodrigo Souto (Rio de Janeiro, 9 september 1983) is een Braziliaans voetballer.

## Carrière
Rodrigo Souto speelde tussen 1999 en 2011 voor São Cristóvão, Vasco da Gama, Atlético Paranaense, Figueirense, Santos en São Paulo. Hij tekende in 2011 bij Júbilo Iwata. Twee jaar later trok hij naar Clube Náutico Capibaribe.